# لورينا ألفاريز
لورينا ألفاريز (بالإسبانية: Lorena Álvarez)‏ هي ممثلة مكسيكية، ولدت في 10 يناير 1973 في مدينة مكسيكو في المكسيك.

## وصلات خارجية
- لورينا ألفاريز على موقع IMDb (الإنجليزية)